# 亚洲千手螺
亚洲千手螺（学名：Chicoreus asianus），是新腹足目骨螺科千手螺属的一种。主要分布于中国大陆、台湾，常栖息在浅海珊瑚礁、岩石底、低潮线以下。